# Adolfo Wildt

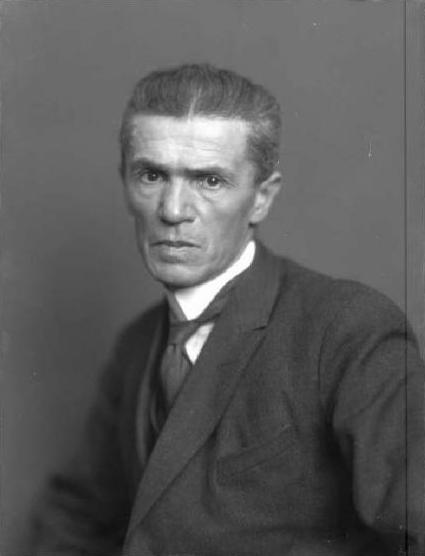
Adolfo Wildt (1923)

Adolfo Wildt (* 1. März 1868 in Mailand; † 12. Mai 1931 ebenda, Via Sottocorno 3) war ein italienischer Bildhauer. Trotz anerkannter Bedeutung für die moderne Plastik und Skulptur ist sein Werk wenig bekannt.

## Leben und Werk

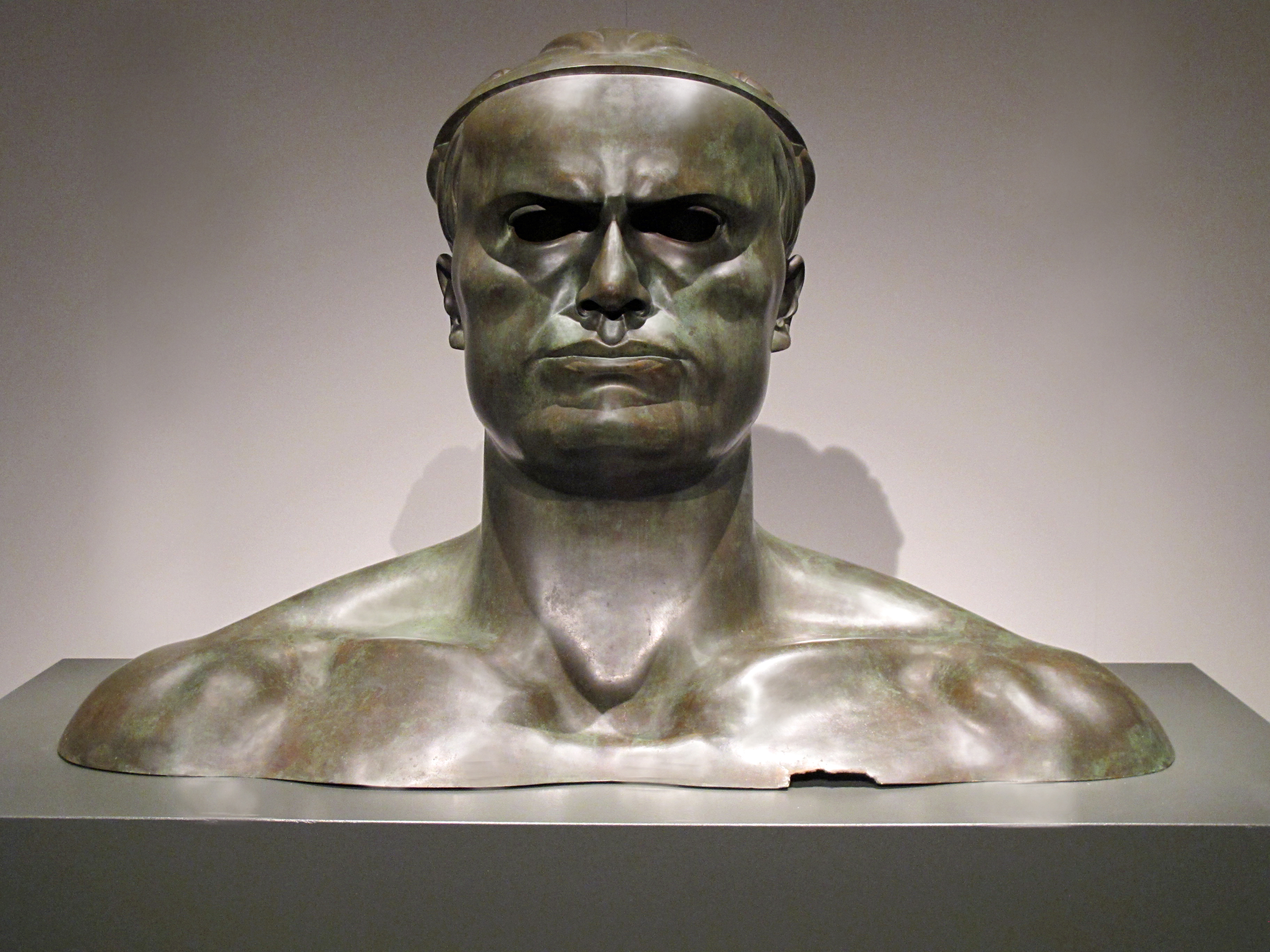
Büste von Mussolini (Brescia Musei)

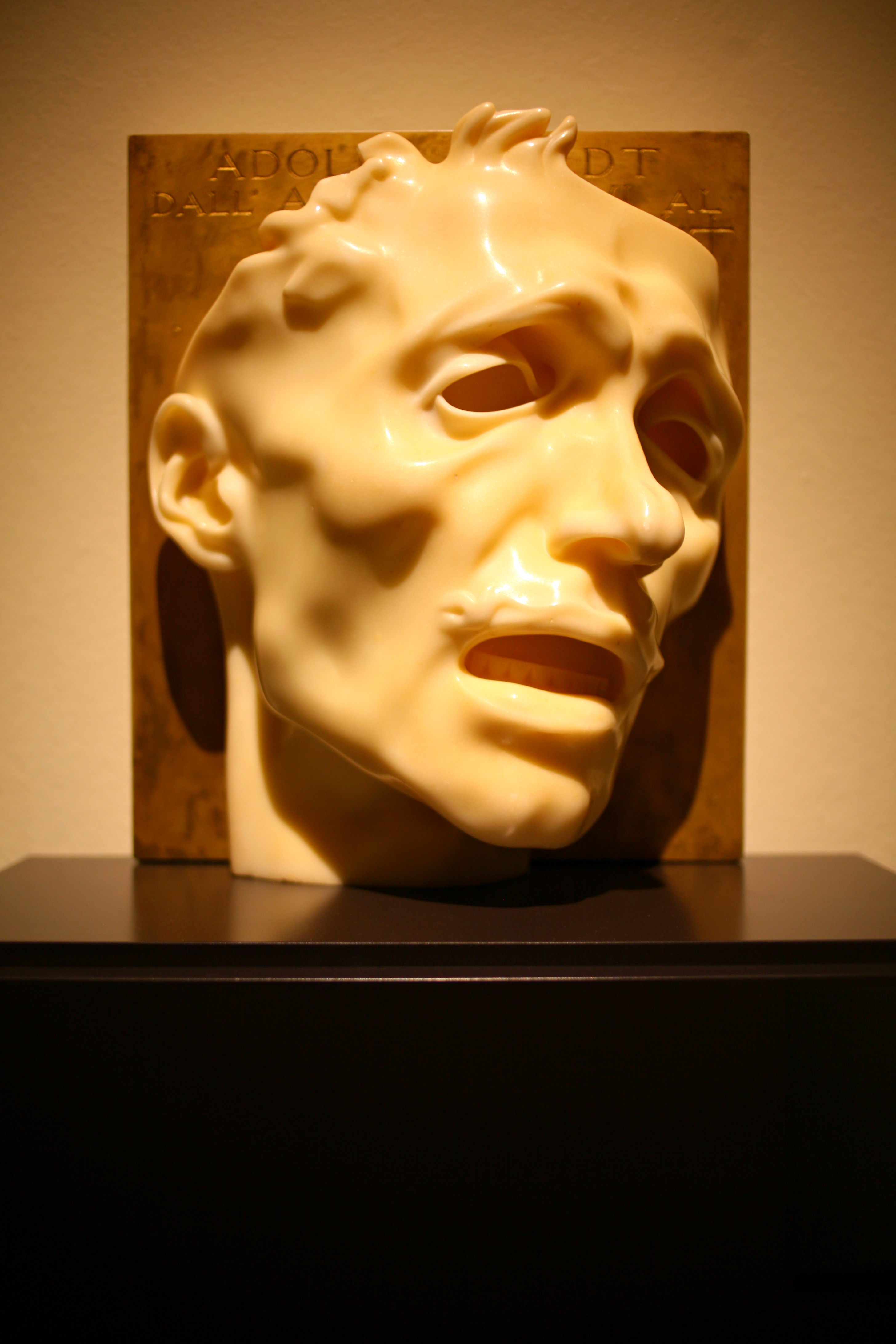
Selbstporträt (1909)

Wildt war das erste von sechs Kindern einer äußerst armen Familie schweizerischen Ursprungs, die schon seit einigen Generationen in der Lombardei ansässig war. Sein Vater war Pförtner im Mailänder Rathaus. Adolfo musste seine Schulausbildung schon im Alter von neun Jahren abbrechen und zum Lebensunterhalt als Hilfskraft bei einem Friseur und in einer Goldschmiede beitragen. Mit elf Jahren begann er eine Lehre in der Werkstatt des Bildhauers Giuseppe Grandi, der ihn mit dem Werkstoff Marmor vertraut machte. Schon als 18-Jähriger war er für sein Geschick in der Feinbearbeitung von Marmor bekannt. Ab 1888 arbeitete er bei Federico Villa, der ihn mit den berühmtesten lombardischen Bildhauern seiner Zeit bekannt machte. Gleichzeitig konnte Wildt seine Ausbildung im Mailänder Altstadtviertel Brera fortsetzen, zunächst an der Oberschule für Angewandte Kunst (Scuola Superiore d’Arte Applicata) und dann an der Akademie der Schönen Künste (Accademia di Belle Arti di Brera).
1892 entstand das erste Werk aus Marmor, ein Frauenkopf, der mit den Namen „La Vedova“ und „Atte“ überliefert ist. Seit 1894 arbeitete er für den deutschen Kunstsammler Franz Rose, der ihn für 18 Jahre unter Vertrag nahm. Gegen eine jährliche Fixgage von 4.000 Lire musste Wildt an Rose das erste Exemplar eines jeden neuen Werks abliefern. Diese finanzielle Absicherung ermöglichte Wildt eine regelmäßige Beteiligung an Ausstellungen in Mailand, München, Zürich, Berlin und Dresden. Zugleich kam er durch Rose mit der deutschen und österreichischen Secession in engen Kontakt und wurde von dieser in seiner künstlerischen Entwicklung erheblich beeinflusst. Angesichts seiner Bewunderung für Adolf von Hildebrand und Auguste Rodin experimentierte Wildt mit Marmor, um seinen Werken eine opalisierende Transparenz zu verleihen.

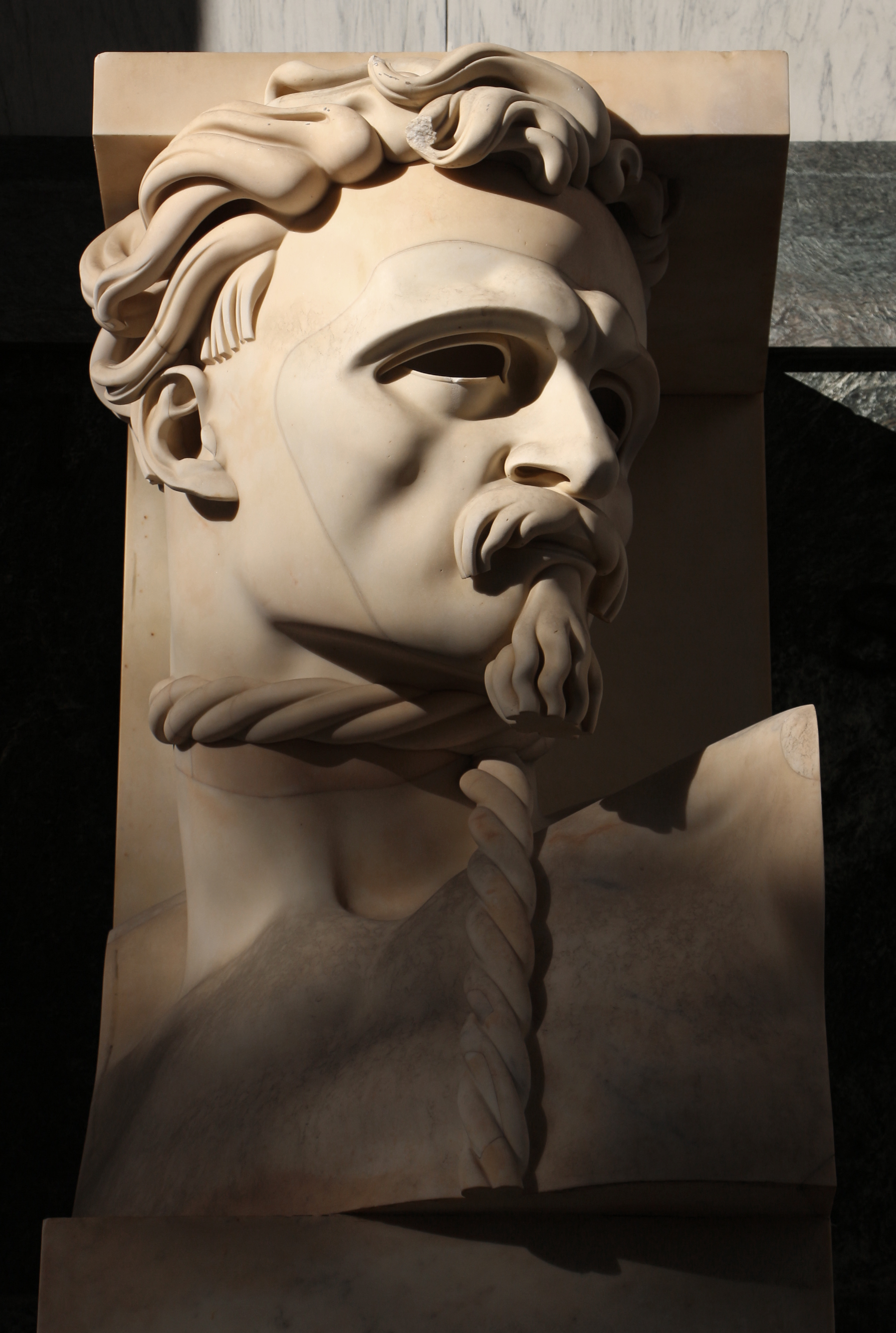
Wildts Büste von Cesare Battisti im Siegesdenkmal von Bozen (1927)

Nach dem Tod seines Mäzens Franz Rose 1912 war er erstmals gezwungen, sich dem Kunstmarkt zu stellen. 1913 wurde er für den großdimensionalen Entwurf eines Brunnens (La trilogia) in der Ausstellung der Münchner Sezession mit dem Preis des Prinzen Umberto (Premio Principe Umberto) ausgezeichnet. Das Werk wurde daraufhin von der Stadt Mailand erworben und dauerhaft im Hof der Società Umanitaria (Humanitären Gesellschaft)  aufgestellt. Ab 1914 stellte er in regelmäßigen Abständen aus. Darüber hinaus erhielt er 1919 eine eigene Ausstellung in der Mailänder Galleria Pesaro und beteiligte sich 1921, 1924 und 1926 mit seinen Werken an der Biennale in Venedig. 1921 gründete er die Schule für Marmorbildhauerei (Scuola del Marmo), die daraufhin in die Accademia Brera eingegliedert wurde und sich dort seit 1927 in einem dreijährigen Programm weiterentwickelte. 1929 wurde er von Benito Mussolini in die Accademia d’Italia aufgenommen.
Im Innenraum des 1928 enthüllten Siegesdenkmals in Bozen stehen drei Büsten Wildts, die die Irredentisten Cesare Battisti, Damiano Chiesa und Fabio Filzi darstellen. Von Wildt stammte auch die Büste Benito Mussolinis, die den Sitz der Faschistischen Partei in Mailand (Casa del Fascio) schmückte, ehe sie im Frühjahr 1945 im Zuge der Befreiung zerstört wurde. Mit der Büste schuf er eines der Kunstwerke des späten italienischen Faschismus mit besonders hohem Wiedererkennungswert. Erhalten sind weitere Mussolini-Büsten Wildts im Besitz der Brescia Musei und der Galleria d’Arte Moderna (Mailand).
Zu Wildts bekanntesten Schülern zählen u. a. Lucio Fontana, Fausto Melotti und Luigi Broggini.

## Kunsthistorische Bedeutung
Ausgehend von der Romantik des späten 19. Jahrhunderts, widmete sich Wildt schon früh einer von der Secession und dem Jugendstil geprägten Bildhauerei, die sich durch komplexe Symbolismen und eine beinahe gotische Definition ihrer Formen charakterisieren lässt. Die äußerst glatt geschliffenen Oberflächen verleihen seinen Marmorbüsten eine absolute Reinheit und plastische Integrität, die er mit dem dramatischen Gefühl einer geradezu paroxystischen Intensität zu vereinen sucht. In dieser Hinsicht steht Wildt an der Schwelle zum Expressionismus, der sich vor allem im schmerzhaft erschütterten Ausdruck seines Selbstporträts von 1908 zeigt.

## Schriften
- L’Arte del marmo. Mailand 1921.